# Тимелія американська
Тиме́лія американська (Chamaea fasciata) — вид горобцеподібних птахів родини суторових (Paradoxornithidae). Мешкає в Північній Америці. Це єдиний представник монотипового роду Американська тимелія (Chamaea).

## Опис

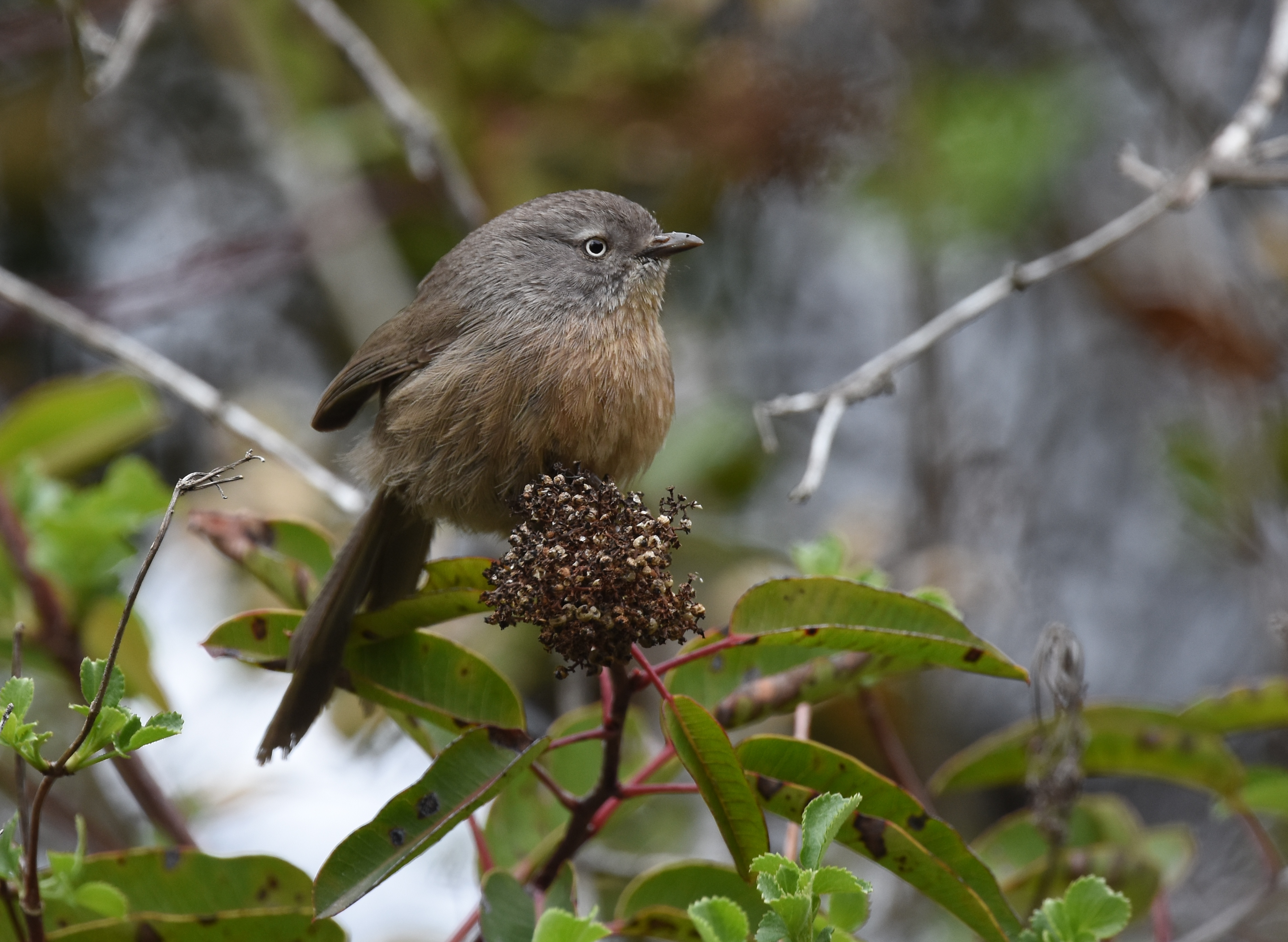
Американська тимелія

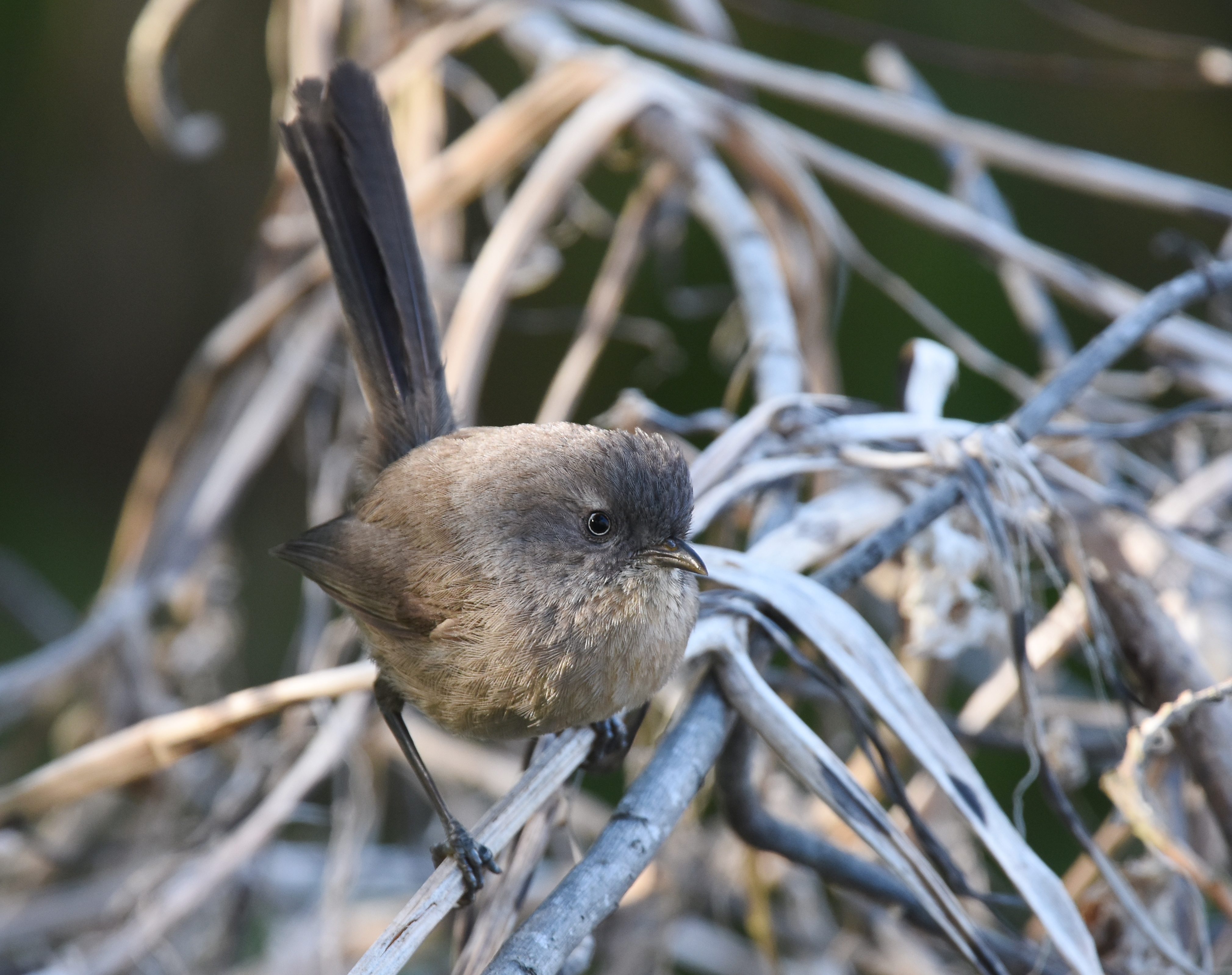
Американська тимелія

Американська тимелія — дрібний птах, середня довжина якого становить 15 см, а вага — 13-16 г. Хвіст відносно довгий, східчастий, його середня довжина становить 8,7 см. Він направлений догори, що робить американську тимелію схожою на волового очка. Довжина крила становить 5,8 см, довжина дзьоба 11 мм. Виду не притаманний статевий диморфізм. Американські тимелії мають рівномірне сірувато-коричневе або оливково-коричневе забарвлення, верхня частина тіла у них дещо темніша. Горло і груди поцятковані малопомітними темними смужками. Очі жовтуваті, дзьоб темний, дещо вигнутий, лапи темно-сірі. Виду не притаманний статевий диморфізм. Спів гучний, чіткий, тріскотливий, у самців він поступово пришвидшується.

## Підвиди
Виділяють п'ять підвидів:
- C. f. phaea Osgood, 1899 — узбережжя західного Орегону (від річки Колумбія на південь до Каліфорнії);
- C. f. margra Browning, 1992 — внутрішні райони на півдні центрального Орегону;
- C. f. rufula Ridgway, 1903 — узбережжя північно-західної Каліфорнії;
- C. f. fasciata (Gambel, 1845) — захід центральної Каліфорнії (від округа Лейк до затоки Сан-Франциско і далі до міста Сан-Луїс-Обіспо);
- C. f. henshawi Ridgway, 1882 — внутрішні райони північної Каліфорнії, узбережжя південної Каліфорнії і північ Каліфорнійського півострова.

## Поширення і екологія
Американські тимелії мешкають в США і Мексиці. Вони живуть в сухих чагарникових заростях, зокрема в чапаралі, зустрічаються на висоті до 2600 м над рівнем моря, ведуть осілий спосіб життя. Живляться черв'яками, гусінню, жуками і мурахами, а також дрібними плодами і насінням. Вони є моногамними, лише через кілька місяців після вилуплення вони утворюють пари, які зберігаються впродовж всього життя. В кладці 3-4 яйця, інкубаційний період триває 14 днів. Пташенята покидають гніздо через 15 днів після вилуплення. І самці, і самиці насиджують яйця і доглядають за пташенятами.